# Guide Michelin
Pour les articles homonymes, voir Michelin (homonymie).
Le Guide Michelin, souvent surnommé Guide rouge, est un livre sous forme d'annuaire et guide gastronomique hôtelier et touristique lancé au début du XXe siècle par la société des pneumatiques Michelin, qui en est toujours l'éditeur et le revendique en ornant sa couverture du célèbre Bibendum.
Pour les touristes, il complémente souvent le Guide vert Michelin décrivant les principales visites et curiosités régionales intéressantes, ainsi que les cartes Michelin des routes et d'orientation, s'adjoignant elles-mêmes depuis quelques années au GPS.
Le guide sélectionne chaque année, selon ses critères, les hôtels (plus de 4 650 en 2010), les restaurants (4 600 en 2014) et les localités proposant le gîte et le couvert, sur lesquels il donne des renseignements et des appréciations (textes brefs, de trois lignes au plus).
C'est l'un des plus anciens et des plus célèbres guides gastronomiques du monde. La version française a été vendue, selon son éditeur, à trente-cinq millions d'exemplaires entre 1900 et 2007. Chaque année, ses réalisateurs décernent les « étoiles Michelin  » qui récompensent les meilleures enseignes. En 2016, en France et à Monaco, 25 restaurants étaient honorés des trois étoiles, 81 de deux étoiles, près de 500 d'une étoile.

## Histoire
Le Guide Michelin est créé en 1900 par André Michelin et son frère Édouard. Publié à l'occasion de l'exposition universelle de 1900, c'est alors un guide publicitaire offert avec l’achat de pneumatiques et il est tiré à 35 000 exemplaires pour sa première édition en août 1900. André Michelin s'adresse aux cyclistes mais fait également à cette époque le pari de miser sur le marché automobile encore embryonnaire, la France comptant alors 2 400 conducteurs.
En 1904, pour la cinquième édition, apparaît la classification des hôtels et les prix, qui incluent par exemple la fourniture d'une bougie.
En 1907, il existe également un Guide Michelin pour l'Algérie et la Tunisie.
Jusqu'en 1908, le guide comporte des réclames, les annonces d'hôtels et de mécaniciens. La suppression des publicités est solennellement annoncée : « […] tout comme la femme de César, Bibendum ne doit pas être soupçonné. Cette année, on ne trouvera dans notre guide aucune réclame payante […] ».
En 1909, où le tirage grimpe à 76 000 exemplaires, Michelin - qui depuis l'origine fait appel à ses lecteurs par l'intermédiaire d'une fiche de renseignement - lève un coin du voile sur sa façon de prospecter en évoquant les « visites effectuées par (nos) représentants ».
À partir de 1920, le guide n'est plus donné, mais vendu, André Michelin ayant constaté indigné que « les guides envoyés à un stockiste servaient à caler les pieds d'un établi »,. 
En 1926, le Guide régional Michelin (premier guide touristique Michelin, ancêtre du Guide vert) et les « étoiles de bonne table » apparaissent pour désigner les meilleurs restaurants.
Les guides routiers se multiplient et donnent des renseignements précis sur les haltes gastronomiques. Le Guide Michelin propose même une classification par étoiles. C'est en 1931 qu'est créé le classement en 1, 2 et 3 étoiles () qui récompense d'abord l'axe Paris-Lyon-Marseille (axe de la Nationale 6 et la Nationale 7).

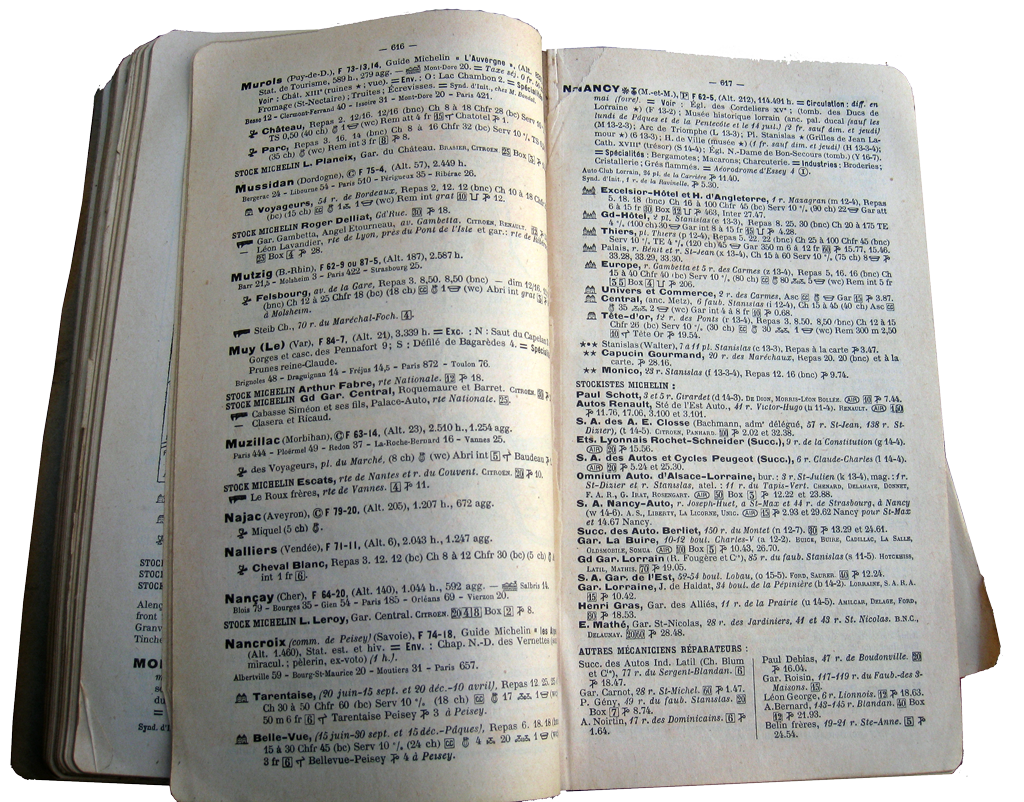
Exemple de contenu du Guide Michelin de 1929.

Le terme « macaron » est fréquemment utilisé, à tort, à la place de celui d'« étoile ». Selon Michelin, un ancien journaliste aurait utilisé ce terme pour éviter des répétitions dans un article, créant ainsi cette confusion.
Dans les années 1930, le guide maille la France avec des établissements tous les 10 kilomètres, à l'instar des Guide Continental et Guide Kléber.
En 1940, lors de la bataille de France, les Allemands en première ligne de la Blitzkrieg sont équipés en guides Michelin qui leur facilitent l'invasion française.[réf. nécessaire] En 1944, l’état-major allié craint que la progression des troupes après le débarquement de Normandie ne soit ralentie sur les routes et surtout dans les villes françaises, car toute signalisation y a été détruite ou démontée par l’occupant allemand. Avec l’accord secret de la direction de Michelin à Paris, il choisit de faire imprimer à Washington, D.C. et de distribuer à chaque officier une reproduction de la dernière édition du Guide, celle de 1939, car elle comporte des centaines de plans de villes, détaillés et actualisés,.
Le guide sélectionne aussi des maisons d'hôtes (avec un sigle rouge pour les plus agréables)[réf. nécessaire].
Avec le temps, le nombre de produits offerts par les guides Michelin s'est étoffé. Le site web permet de retrouver les hôtels et restaurants des guides rouges. Une application est disponible pour l'iPhone, qui ne reprend que les restaurants sélectionnés et reste payante, contrairement au site.

## Tirages
L'édition 1999 tire encore à 600 000 exemplaires et celle du centenaire atteint le record de 880 000 exemplaires, avant que la révolution numérique fasse chuter l'édition papier. Dans les années 2000, 150 000 exemplaires du guide rouge sont vendus en moyenne chaque année. Le tirage, ce qui ne veut aucunement dire la vente, serait de 150 000 exemplaires en 2016. L’édition 2017 s'écoule à un peu plus de 50 000 exemplaires.

## Diversification et internationalisation
Jusqu'au début des années 2000 et avant la diffusion d'internet, le Michelin s'identifie avec son Guide rouge. Il est géré, en bons pères de famille, par une série d'anciens inspecteurs du Michelin : André Trichot (de 1968 à 1985), Bernard Naegellen (1985 à 2001) et Derek Brown (2001-2003). Fidèles à l'histoire et aux valeurs du Guide, peu concurrencés, ils perpétuent la tradition sans y apporter de changements majeurs.
C'est sous la direction de Jean-Luc Naret, venu en 2003 du monde l'hôtellerie, que le Michelin franchit les frontières de l'Europe, exportant son concept, d'abord en Asie et aux États-Unis. Le Guide se diversifie aussi, en créant, avec les éditions Glénat, le magazine « Étoile », censé être le « magazine du Michelin ». La direction de Néret (qui démissionnera en 2010 pour créer son cabinet de conseil) est également l'époque de la digitalisation. Certains estimeront que « sous son égide, le Michelin a été vidé de toute idéologie, de tout principe régulateur, sinon de toute éthique, en tout cas de toute ligne directrice ».
À partir de janvier 2012, après une longue période de carence, Michael Ellis, jusqu'alors vice-président marketing et vente de la division 2 roues, prend la direction internationale du Guide. Sous son égide, tandis que les ventes s'effondrent et que la stratégie digitale peine à porter ses fruits, la remise annuelle des étoiles, entourée d'un fort battage médiatique, cherche à devenir une cérémonie comparable aux « Oscars de la gastronomie ». Ellis quitte le groupe en 2018. Après un court intérim confié à Alexandre Taisne (cofondateur du site Groupon), en septembre 2018, Gwendal Poullennec devient le directeur international des Guides Michelin.
Entretemps, fin 2016 le Guide a été confié à la société britannique Bookatable, spécialisée dans la réservation en ligne, rachetée par Michelin en janvier 2016 (pour 108 millions d'euros) et basée à Londres.
En février 2018, le groupe lance sa marque d'ustensiles de cuisine haute qualité, Le Guide Michelin, au salon Ambiente à Francfort. Cette marque est le fruit d'un partenariat entre le groupe et FDG Group, leader de la mercerie en France.
En 2025, le Guide Michelin annonce qu'il participera en France, avec des inspecteurs, à l'émission Top Chef. Le vainqueur ou les finalistes pourraient recevoir « un macaron éphémère », et prendre les commandes d’un « restaurant provisoire, ouvert au public dès le lendemain de la diffusion de la finale ».

## Guides gastronomiques

### Guide rouge
C'est le Guide Michelin « de référence », consacré aux hébergements, hôtels et restaurants. Imprimé dans le plus grand secret, ou presque, il fait l'objet d'un tirage (chiffre non communiqué) semblant dépasser de façon considérable celui des ouvrages supposés concurrents (pour la France : le Guide Pudlo, le Champérard et le Gault et Millau, notamment).
Les guides Michelin concernant la table et l'hébergement sont de plus en plus nombreux et divers.
En 2006, douze guides rouges citent plus de 45 000 hôtels et restaurants dans toute l'Europe et à New York. Selon son éditeur, Le Guide rouge pour la France est vendu à quelque 30 millions d'exemplaires depuis sa création, et tire à 500 000 copies tous les ans. Le Guide rouge existe pour la France (depuis 1900), l'Italie (depuis 1956 pour la partie nord, 1957 pour la Péninsule), Benelux (depuis 1959), l'Espagne (depuis 1962), l'Allemagne (depuis 1964), le Portugal (depuis 1973), le Royaume-Uni et l'Irlande (depuis 1974), la Suisse (depuis 1994) et les « principales villes d'Europe » (depuis 1982). Des guides urbains ont été mis en place notamment pour Londres (depuis 1974), Paris et ses environs (depuis 1987), et New York (depuis 2006).
Un nouveau guide rouge est consacré à la ville de Tokyo depuis 2008,. C'est le premier en dehors de l’Occident. 90 000 exemplaires en auraient été vendus le premier jour de sa sortie. Et déjà huit restaurants japonais sont primés 3 étoiles, sur un total de 150 restaurants étoilés. Le premier restaurant chinois primé 3 étoiles du monde entier est signalé dans le guide rouge pour Hong Kong et Macao en décembre 2008, pour l'édition 2009.
La première édition du Guide Michelin Thaïlande en 2018 mentionne 98 restaurants "remarqués" dont 16 étoilés dans la ville de Bangkok. Un vrai évènement pour cette ville devenue en quelques années une capitale de la gastronomie au même titre que Hong Kong, Singapour ou Tokyo. Gaggan est l'un des trois restaurants qui obtiennent 2 étoiles au Guide Michelin en 2018 avec Le Normandie (Mandarin Oriental Hotel) et Mezzaluna (au 65e étage du Lebua Hotel), tandis qu'un restaurant de cuisine de rue reçoit une étoile,,.
Le 21 juillet 2012, un exemplaire du guide rouge 1900 est adjugé pour la somme record de 15 000 euros lors d’une vente aux enchères organisée dans le cadre de la 11e Convention des collectionneurs Michelin au casino de Royat, près de Clermont-Ferrand.
Le 23 juillet 2022 au Casino de Royat , un Guide Michelin de 1904 a été acquis pour près de 60 000 euros (avec frais) par un collectionneur privé.

### Les Coups de cœur
Publiés depuis 2003, Les Coups de cœur proposent une sélection d'hôtels et de maisons d'hôtes de charme.

### Les Guides Gourmands
Les Guides Gourmands proposent des restaurants « typiques » et des boutiques situés dans les régions de France. Cette collection a été lancée en 2003, avec le titre Rhône-Alpes.

### Guides Food & Travel
Le 16 avril 2019, Michelin lance un nouveau format de guide-magazine, intitulé Food & Travel. Ce guide porte sur la gastronomie et le voyage, est tiré à 13.000 exemplaires et sera réédité tous les deux ans. Le premier numéro porte sur la Corse et contient de nombreuses anecdotes, portraits ou propositions d'expériences insolites.

### Guides Verts
Michelin édite aussi des collections de guides à vocation touristique (Guide vert) lancés en 1926.

### Guides illustrés des champs de bataille 1914-1918
Une première édition des Guides Illustrés Michelin Des Champs De Bataille 1914-1918 est parue entre 1917 et 1925. Elle comprenait 32 titres,.
Une deuxième édition des Guides Illustrés Michelin Des Champs De Bataille 1914-1918 est parue à partir de 2011. Elle comprenait, en 2014, 7 titres.

## Critiques du «Guide rouge»

### Gastronomie (restaurants)
Au début du XXIe siècle, Le Guide rouge est un des guides gastronomiques les plus réputés, et donc les plus critiqués, notamment à travers les ouvrages L'inspecteur se met à table (2004) de Pascal Remy qui fut inspecteur pendant seize ans pour le compte du guide et pendant quatre ans au Gault et Millau et Food Business : la face cachée de la gastronomie française d'Olivier Morteau (2004).
Il est si influent, en raison de ses ventes, que l’octroi ou la récupération d'une étoile entraîne une augmentation notable de la clientèle. À l'inverse, la perte d'une étoile, notamment pour les « trois étoiles », est très médiatisée et, semble-t-il, pénalisante, comme ce fut le cas notamment pour Les Crayères à Reims et La Tour d’Argent à Paris.
En 2005, le restaurant Ostend Queen, installé dans le Casino Kursaal d'Ostende, reçoit deux « fourchettes » et un « Bib gourmand », alors qu'il n'est pas encore ouvert. Après avoir admis s'être appuyé exclusivement sur la réputation de Pierre Wynants (chef du Comme chez soi, un restaurant trois étoiles), Michelin retire son guide Benelux des librairies.
Le 20 février 2016, le chroniqueur gastronomique Périco Légasse consacre un long article très critique au « Guide rouge » sur le site de Marianne. Intitulé Guide Michelin 2016 : mais où est passée la cuisine française ?,  il s'attarde longuement sur la 108e édition. En prologue à une attaque détaillée et documentée, il annonce : « Pas sûr, en réalité, que l'équipe dirigeante, formée par la directrice générale des marques, Claire Dorland-Clauzel, le directeur international des guides, l'Américain Michael Ellis, et par la rédactrice en chef des guides, l'Allemande Juliane Caspar, soit à la hauteur du défi. Des gens charmants et ouverts, certes, mais visiblement dépassés par les enjeux du moment et contraints de se confiner dans une opération de com où le jeu des étoiles n'est plus le reflet d'une réalité culinaire mais une partie de chaises musicales virant à la pitrerie. »
En juillet 2019, le chef Marc Veyrat déclare au Point qu’il ne veut plus apparaitre dans le Guide Michelin qui lui a retiré une étoile un peu plus tôt dans l’année. Il lui est reproché d’avoir remplacé le reblochon et le beaufort par du cheddar dans son soufflé. Marc Veyrat incrimine l'incompétence des inspecteurs et qualifie les éditeurs « d'imposteurs ne désirant que des clashes pour des raisons commerciales ».
Le 17 janvier 2020, le Guide annonce que le restaurant du défunt Paul Bocuse à Collonges-au-Mont-d'Or près de Lyon, va perdre une étoile. Ce dernier faisait partie des 127 restaurants au monde à posséder 3 étoiles, et cette rétrogradation secoue le monde de la gastronomie et la région lyonnaise. Le Guide est sujet à de nombreuses critiques sur sa légitimité et ses critères d'évaluation.

### Hôtellerie
On constate une baisse continue du nombre d'hôtels répertoriés par le Guide Rouge, en France. Ainsi, de 5 320 hôtels et maisons d'hôtes en 2006, on passe à 4 650 en 2010 (cf. supra), puis à 900 hôtels et maisons d'hôtes dans l'édition 2020. Ceci s'accompagne de la disparition de nombreuses communes françaises du guide.

### Essais
- Marc Francon, Le "Guide vert Michelin" : l'invention du tourisme culturel populaire, Paris, Economica, 2001, 289 p. (ISBN 2-7178-4297-7)
- Marc Francon, « L’univers touristique Michelin », dans Gilles Chabaud, Évelyne Cohen, Natacha Coquery et Jérôme Penez (dir.), Les guides imprimés du XVIe au XXe siècle : villes, paysages, voyages, Paris, Belin, 2000 (ISBN 978-2-7011-2738-5), p. 113-120.
- Pierre-Gabriel Gonzalez, « Cent ans de guides Michelin », Génium/Nos Ancêtres, janvier 2005 (dossier de 32 pages)
- (en) Stephen L. Harp, Marketing Michelin : advertising & cultural identity in twentieth-century France, Baltimore, Johns Hopkins University Press, 2001, 356 p. (ISBN 0-8018-6651-0)
- La saga du guide Michelin : de 1900 à aujourd'hui, un formidable voyage à travers le temps, Clermont-Ferrand, Manufacture française des pneumatiques Michelin, 2004, 284 p.
- (en) Kory Olson, « Maps for a New Kind of Tourist : The First Guides Michelin France (1900-1913) », Imago Mundi, vol. 62, no 2,‎ 2010, p. 205-220 (lire en ligne )
- Pascal Remy, L'inspecteur se met à table, Sainte-Marguerite-sur-Mer, Equateurs, 2004 (ISBN 2-84990-006-0)
- « La mondialisation vaut le détour, ou comment le guide Michelin s'est imposé au Japon », Paris Innovation Review, 1er juin 2011[42]

### Romans
Trois étoiles et un meurtre, roman policier de l'écrivain écossais Peter May publié en 2019, se déroule en Auvergne dans le milieu de la haute gastronomie, en mettant en scène le meurtre  commis en pleine nature d'un grand chef apprécié de tous, Marc Fraysse, trois étoiles au Guide Michelin. La veille de sa mort il avait convoqué la presse pour une importante communication, sur fond de rumeurs des plus malveillante alléguant qu'il serait sur le point de perdre une étoile au guide Michelin.

## Filmographie

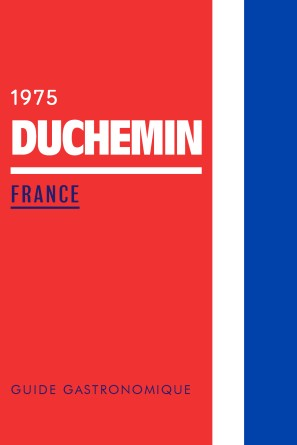
Le guide Duchemin de L'Aile ou la Cuisse.

- 1976 : L'Aile ou la Cuisse de Claude Zidi avec Louis de Funès et Coluche sur le thème du Guide Michelin (rebaptisé « Guide Duchemin »).
- 2014 : Le Voyage de cent pas de Lasse Hallstrome avec Helen Mirren, Om Puri, Charlotte Le Bon, Manish Dayal, Michel Blanc, Rohan Chand.
- 2015 : À vif ! de John Wells avec Bradley Cooper